# Inoue Kaoru

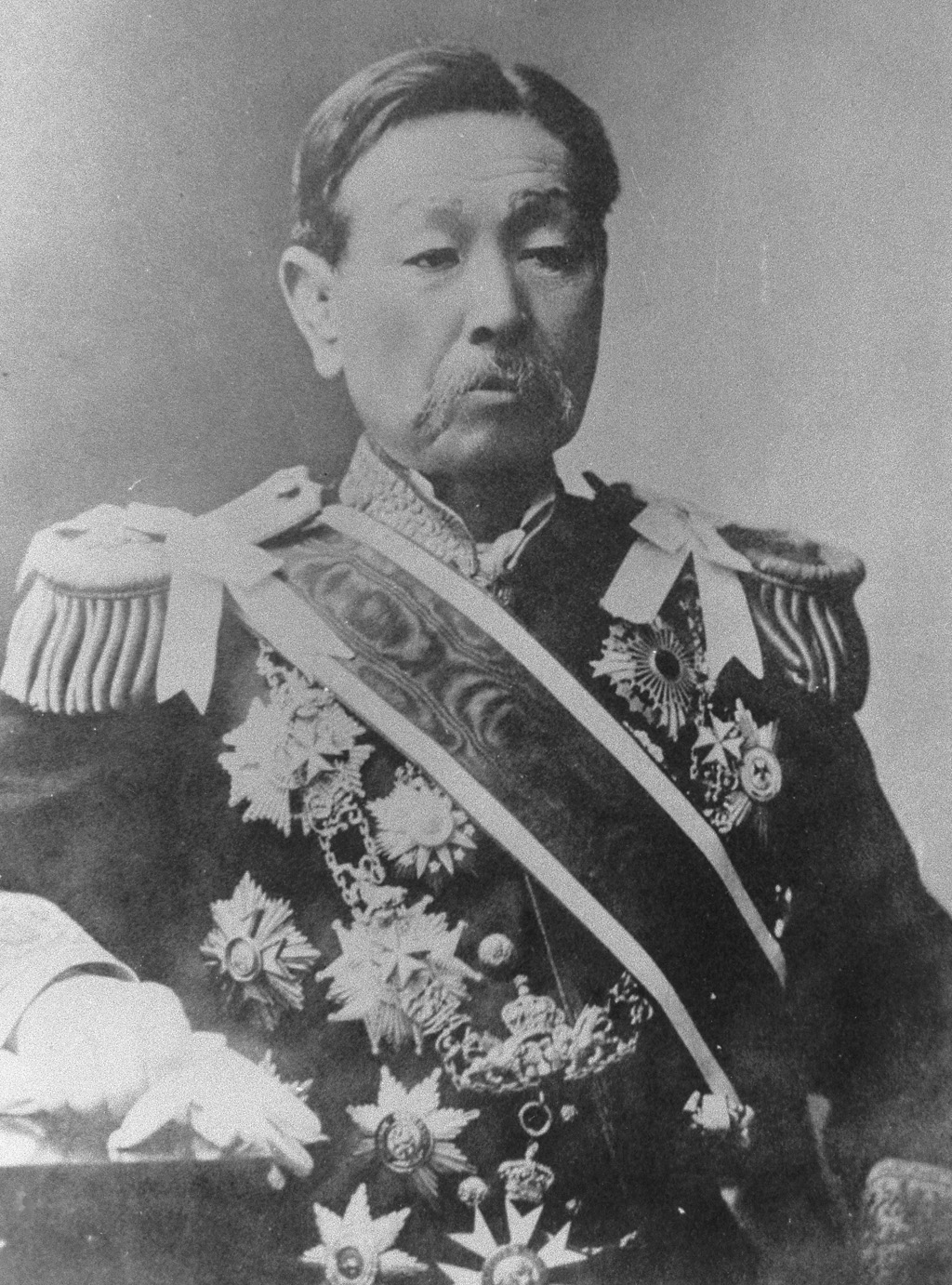
Inoue Kaoru

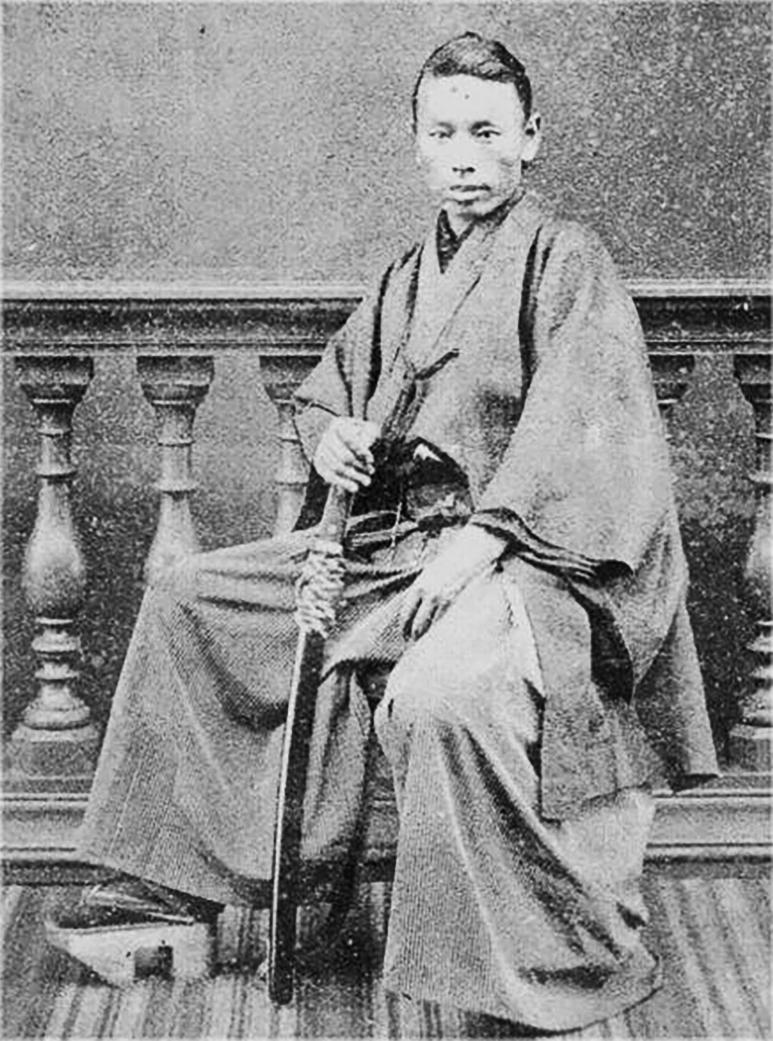
Inoue als junger Samurai

Markgraf Inoue Kaoru (japanisch 井上馨, auch Inoue Bunda (井上 聞多); * 16. Januar 1836 im Fürstentum Chōshū, Provinz Suō (heute: Präfektur Yamaguchi); † 1. September 1915 in Shizuoka) war ein japanischer Politiker der Meiji-Zeit.

## Leben
Inoue, ein Samurai des Chōshū-han, schloss sich der gegen Ausländer gerichtete Bewegung „Ehret den Kaiser, vertreibt die Barbaren“ (Sonnō jōi) an und beteiligte sich 1863 an dem von Takasugi Shinsaku und anderen initiierten Anschlag auf die britische Botschaft. Er erkannte die Notwendigkeit, den Westen kennenzulernen und machte sich 1863 auf den Weg nach England. Während der Schiffsreise freundete er sich mit Itō Hirobumi und Yamao Yōzō (1837–1917) an. Nach sechs Monaten in England kehrten Inoue und Itō zurück, um im Konflikt zwischen Chōshū und den ausländische Mächten zu vermitteln. Danach spielte Inoue eine wichtige Rolle bei der Formierung der Satsuma-Chōshū-Allianz mit dem Ziel, das Shogunat zu stürzen. Inoue überlebte ein Attentat der Konservativen und spielte weiter eine wichtige Rolle beim Sieg über die Tokugawa-Regierung.
Nach der Etablierung der Meiji-Regierung 1868 wurde Inoue Mitglied der Regierung, arbeitete zunächst im Außenministerium, wurde dann 1871 stellvertretender Finanzminister. Seine Bemühungen, die Finanzen der Regierung zu stärken umfasste die Reform der Land-Besteuerung, Abschaffung der staatlichen Gehälter für alle Samurai und Förderung der Industrie. Der Widerstand konservativer Kreise gegen diese Finanzpolitik zwang ihn und seinen Mitarbeiter Shibusawa Eiichi zum Rücktritt. Daraufhin entwickelte Inoue Beziehungen zur japanischen Wirtschaft, insbesondere zum Mitsui-Konzern. Er half bei der Errichtung der Handelsfirma Senshū (先収会社, Senshūgaisha, ein Vorläufer von Mitsui Bussan), die zur Stärkung des Konzerns beitrug.
Für die „Ōsaka-Konferenz von 1875“ kehrte Inoue in die Regierung zurück und agierte dort als Vermittler. 1876 schloss Inoue als Sonderbotschafter einen Freundschaftsvertrag mit Korea ab. 1878 wurde er zum „Berater“ (参議, sangi) ernannt.
Nach seiner Amtszeit als Industrieminister (Minister für öffentliche Arbeiten, kōbu-kyō) 1878 bis 1879 wurde er Außenminister und behielt auch das Amt nach der Einführung des Kabinett-Systems 1885. In dieser Funktion arbeitete er an der Revision der „Ungleichen Verträge“, blieb aber erfolglos und trat im September 1887 zurück.
Danach war Inoue von 1888 bis 1889 Minister für Landwirtschaft und Handel im Kabinett Kuroda, von 1892 bis 1894 Innenminister und 1898 Finanzminister im zweiten und dritten Kabinett Itō. Er zog sich dann aus der aktiven Politik zurück, blieb aber, 1901 formal ernannt, einflussreicher „Älterer Staatsmann“. Ab 1907 war er Markgraf (kōshaku) und als Mitglied des Herrenhauses im Reichstag.